# Île-à-la-Crosse
Pour les articles homonymes, voir Lacrosse, Crosse et Île-à-la-Crosse (homonymie).

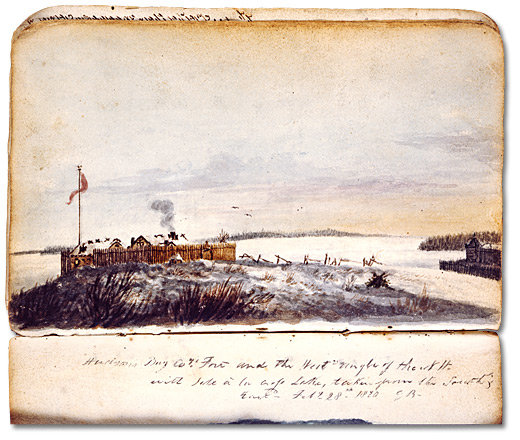
Le poste de traite fortifié de l'Île-à-la-Crosse (1820).

Île-à-la-Crosse (Sakitawak en langage métchif)  est une communauté rurale métisse située au Nord de la province de la Saskatchewan au Canada au bord du lac Île-à-la-Crosse. 

## Toponymie
L'île et son lac doivent leur nom, selon les dires, «parce que les premiers voyageurs rencontrèrent des sauvages jouant à la crosse sur les bords du lac au milieu duquel elle est située». 

## Histoire
Île-à-la-Crosse est la seconde plus ancienne communauté établie dans cette province. Dès 1779, la Compagnie de la Baie d'Hudson avait établi un poste de traite fortifié, le fort Île-à-la-Crosse. Les trappeurs qui organisèrent le trafic de peaux et le commerce de la fourrure avec la Compagnie de la baie d'Hudson, depuis ce poste de traite furent George Deschambeault, Alexandre Laliberté, les frères Baptiste Charlot Lafleur et Charles Pierre Lafleur. nombre d'entre eux étaient mariés à des Amérindiennes Dénés ou Cris, telles que Marie Grosse-Tête et Louise Vadney. Les couples canadiens-français et Amérindiens donnèrent naissance à une génération métisse et bilingue, parlant à la fois le français et les langues crie et déné.
Les trappeurs voyageaient régulièrement sur de grands canoés entre différents postes de traite, notamment les plus proches, tels que Portage La Loche, Détroit-du-Bœuf.
En 1846, le père Alexandre-Antonin Taché, évêque de Saint-Boniface, fonde une mission catholique.
Les Amérindiens de la Nation des Cris nomment ce lieu "Sakittawak" (l'endroit où la rivière s'écoule).  
La sœur de Louis Riel, chef métis des Bois-Brûlés, Marguerite Marie Riel est enterrée dans le village.
Le village de l'Île-à-la-Crosse comptait environ 1 600 habitants au recensement de la population de 2006.

## Démographie
| 2001  | 2006  | 2011  | 2016  |
| ----- | ----- | ----- | ----- |
| 1 268 | 1 341 | 1 365 | 1 296 |